# パッチャイヤッパル大学
パッチャイヤッパル大学（Pachaiyappa's College）は、インドのタミル・ナードゥ州チェンナイにある、マドラス大学のカレッジである。

## 沿革
1842年にパッチャイヤッパル中央研究所（Pachaiyappa's Central Institution）として設立されたが、イギリスの支援を受けないで設立された、南インド初のヒンドゥー教徒の教育機関となった。
1889年に大学の認定を受けた。1947年までは、ヒンドゥー教徒の学生のみを受け入れていた。

## 卒業生
- C・N・アンナードゥライ：政治家
- ヴァイラムットゥ：詩人
- C・R・ランガチャーリ：クリケット選手

## 中退者
- シュリニヴァーサ・ラマヌジャン